# الهجوم على موكب ريتشارد نيكسون

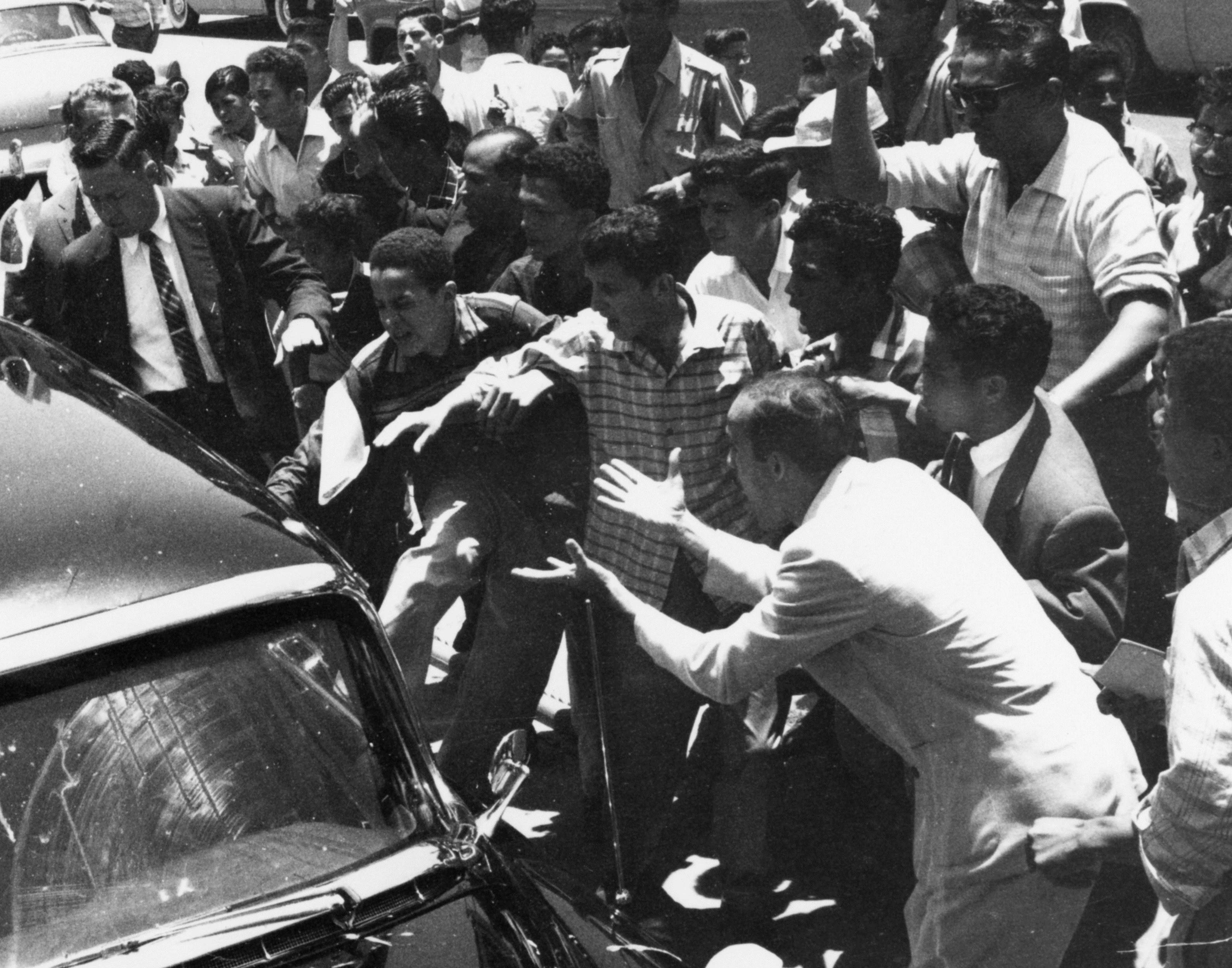
صورة اثناء الهجوم على موكب ريتشارد نيسكون 1958

وقع هجوم على موكب ريتشارد نيكسون في كاراكاس، فنزويلا، خلال جولة النوايا الحسنة لعام 1958 في أمريكا الجنوبية، التي أجراها نيكسون عندما كان نائب رئيس الولايات المتحدة. ووصف الهجوم على موكب نيكسون، في ذلك الوقت بأنه «أعنف هجوم على الإطلاق على مسؤول أمريكي كبير في أثناء وجوده على أراضٍ أجنبية». كان نيكسون على وشك أن يُقتل بينما أصيب اثنان من مساعديه في الاشتباك، انتهى الأمر بنيكسون سالمًا وتمكن حاشيته من الوصول إلى السفارة الأمريكية. كانت الزيارة بعد أشهر فقط من الإطاحة بالديكتاتور الفنزويلي (ماركوس بيريز خيمينيز)، الذي حصل على وسام الاستحقاق ومنحته الولايات المتحدة لاحقًا حق اللجوء، وربما كان الهجوم مُدرًا من قبل الحزب الشيوعي الفنزويلي. حرّك الأدميرال أرلي بيرك من البحرية الأمريكية وحدات الأسطول وقوات البحرية إلى المنطقة، ما أجبر الحكومة الفنزويلية على توفير الحماية الكاملة لنيكسون خلال الفترة المتبقية من الرحلة.
ندد بالهجوم جميع المرشحين الرئاسيين الفنزويليين الرئيسيين الذين شاركوا في انتخابات ذلك العام، باستثناء الزعيم الحالي الأدميرال (وولفجانج لارزابال). أشادت تقارير الصحافة الأمريكية بوجه عام بهدوئ نيكسون وبراعته في التعامل مع الحادث وقوبل «بترحيب الأبطال» عند عودته إلى الولايات المتحدة. تشكل ذكرياته عن هذا الهجوم إحدى «الأزمات الست» التي تناولها كتابه «الأزمات الست».
وُصفت جولة ريتشارد نيكسون المخطط لها بعناية إلى أمريكا الجنوبية عام 1958 بأنها أحد «أهم أحداث السياسة الخارجية للولايات المتحدة في أمريكا اللاتينية بعد الحرب العالمية الثانية». أُجريت الرحلة في وقت كانت فيه العلاقات الأمريكية في النصف الغربي من الكرة الأرضية مشوشة، كان دور دول أمريكا اللاتينية في الاستراتيجية الأمريكية الكبرى للاحتواء غير واضح وغير محدد. ومع هذا، جعل الانخفاض العالمي الأخير في أسعار السلع الأساسية -الذي أثر بشكل سيئ على اقتصاد أمريكا الجنوبية- إلى جانب زيادة الانفتاح السوفيتي في نصف الكرة الغربي، جعل رئيس الولايات المتحدة (دوايت أيزنهاور) يقرر أن الجولة يجب أن يقوم بها مسؤول رفيع المستوى في الولايات المتحدة وكانت خطوة ضرورية لإثبات التزام الولايات المتحدة في المنطقة. كتب نيكسون ردًا على ذلك أنه لم يكن مهتمًا بالقيام بالرحلة.
كان مخطط الجولة أن يزور نيكسون كل الدول المستقلة في أمريكا الجنوبية باستثناء البرازيل وتشيلي. حُذف البرازيل من مخطط الرحلة لأن نيكسون زاره العام الماضي. في غضون ذلك، كان من المخطط أن تكون القيادات التشيلية خارج البلاد في وقت زيارة نيكسون. ورافقت نيكسون في الرحلة زوجته بات نيكسون.

## توقف الجولة المبكرة
بدأ نيكسون جولته في الأوروغواي، ووصل إلى مطار كاراسكو الدولي في الساعة 9:00 صباحًا يوم 28 أبريل. وهناك، استقبله كبار المسؤولين في أوروغواي. وفقًا لتقرير لوكالة أسوشييتد برس الصحفية في ذلك الوقت، احتج نحو 40 طالبًا على زاوية الشارع بينما كان موكب نيكسون يتجه نحو مونتيفيديو. في مونتيفيديو، ظهر نيكسون في زيارة غير مجدولة في جامعة الجمهورية واستقبله الطلاب بشكل جيد بصورة عامة. ووفقًا لنيكسون، فقد قرر التوقف المفاجئ لأنه شعر أن مواطني أوروغواي العاديين سيتقبلونه، في حين أن الزيارات المجدولة والمنشورة من المرجح أن تجتذب مظاهرات واحتجاجات منظمة. وثبت أن هذا هو الحال، فعندما وصل الشيوعيون وحاولوا توزيع المطبوعات، مزق الطلاب الكتيبات.
وُصفت الزيارة إلى الأرجنتين بأنها المحطة الرئيسية للرحلة وجرى تخصيص أربعة أيام للبلاد، بدلاً من اليومين المحددين للزيارات الأخرى. في بوينس آيرس، حضر نيكسون الافتتاح الرئاسي لأرتورو فرونديزي وتحدث إلى العديد من الطلاب ومجموعات العمل المنظمة.
ظهرت أول مشكلة خطيرة في الجولة في ليما، بيرو. شهد ظهور نيكسون المقرر في جامعة سان ماركوس حشدًا كبيرًا من الطلاب المتظاهرين في انتظار وصوله. في حدث تنبأ بزيارته الشهيرة لنصب لنكولن التذكاري للقاء المتظاهرين المناهضين للحرب بعد بضع سنوات، خاض نيكسون مباشرة في حشد المتظاهرين، الذي حضره اثنان فقط من الموظفين. خلال الدقائق القليلة التالية تحدث نيكسون مع الطلاب، ومع ذلك، سرعان ما بدأت مجموعة ثانية من المتظاهرين بضرب المجموعة بالحجارة، وضرب أحد موظفي نيكسون في فمه وجرح عنق نائب الرئيس. ثم انسحب نائب الرئيس وألغي اجتماع الطاولة المستديرة مع قادة الطلاب المقرر لاحقًا. وبالعودة إلى الفندق الذي يقيم فيه، كان على نيكسون وموظفيه عبور المتظاهرين الذين كانوا يخيمون في الخارج، حيث تعرض نيكسون للضرب في وجهه.
أرسل أيزنهاور برقية لنيكسون في محطته التالية، في كيتو، الإكوادور. لقي نيكسون، الظاهر في الصورة هنا في بوغوتا عام 1958 استقبالًا جيدًا في أثناء وجوده في كولومبيا.
عزيزي ديك: لقد جلبت لك شجاعتك وصبرك وهدوؤك في التظاهرة التي وجهها ضدك محرضون متطرفون احترامًا وإعجابًا جديدًا في بلدنا. إننا على يقين أن الغالبية العظمى من المواطنين في كل من بيرو والولايات المتحدة يأسفون للحادث الذي تسببت فيه قلة منهم. وألاحظ بارتياح أن حكومة بيرو أعربت لكم بالفعل عن أسفها. في الواقع، أشعر أن كل مشارك في الغوغاء سيشعر أخيرًا بالذنب والإحراج من نفسه بسبب فشله في أن يُظهر للزائر الودود التدبير المعتاد من اللباقة والضيافة. أوصل سلامي بكل الحب لبات وتحياتي الحارة لجنابك الكريم.
شهدت المحطة الأخيرة لنيكسون قبل فنزويلا وكولومبيا استقبالًا جماهيريًا جيدًا عمومًا. في ساحة بوليفار في بوغوتا، وضع إكليلًا من الزهور على تمثال سيمون بوليفار أمام حشد من نحو 1000 شخص. أشار تقرير أسوشيتد برس إلى وجود بعض المضايقين في الجمهور، لكنهم بلغوا «نحو 80 شابًا» ولاحظوا أنه «عمومًا... الجماهير الكولومبية كانت ودية أو متحمسة».

## الأهمية
وصفت صحيفة باثي نيوز، في ذلك الوقت، الهجوم بأنه «أعنف هجوم على الإطلاق ضد مسؤول أمريكي كبير في أثناء وجوده على أرض أجنبية». تصف مصادر مختلفة الهجوم بأنه الهجوم الذي كاد يؤدي إلى وفاة نيكسون، وعلى الرغم من أنه من المتفق عليه عمومًا أنه تصرف بهدوء أعصاب ملحوظ طوال الوقت، لكن الحادث كان له تأثير دائم عليه. في كتابه الأول، الأزمات الست، كتب نيكسون عن التجربة كإحدى الأزمات ذات التأثير الكبير على حياته.
في كل عام في ذكرى الهجوم، كان نيكسون «يحتفل خصوصًا» مع فيرنون والترز. كان نيكسون يفضل والترز لبقية حياته المهنية، وفي النهاية عينه نائب مدير المخابرات المركزية. عشية تقاعد والترز من الخدمة الحكومية، في عام 1991، أوضح نيكسون رعايته الطويلة للجنرال، وكتب له «لقد واجهنا الموت معًا وهذا يعطينا ارتباطًا خاصًا».
يُعزى تشدد موقف نيكسون تجاه أمريكا اللاتينية، والذي وصفه بـ «العنف واللاعقلانية»، إلى تجربته في ذلك الهجوم. يعتقد البعض أن هذا التغيير في المزاج ينذر بدعمه اللاحق للإجراءات الأمريكية السرية الموجهة لدعم الأنظمة الديكتاتورية في المنطقة. في الواقع، أدرج لاحقًا العديد من الدول التي يعتقد أن سكانها غير ناضجين جدًا بالنسبة لحكومة ديمقراطية وستُدار بشكل أفضل من قبل الأنظمة الاستبدادية، استشهد على وجه التحديد بفرنسا وإيطاليا وكل أمريكا اللاتينية «باستثناء كولومبيا».
يرجع الفضل إلى الحادث في جعل صانعي السياسة الأمريكيين على دراية بالاستياء الشعبي المتزايد من سياسات الولايات المتحدة في أمريكا اللاتينية. بحلول نهاية عام 1958، أدرج مجلس الأمن القومي الأمريكي «رهاب الأمريكيين» كتحدٍّ رئيس لمصالح الولايات المتحدة في أمريكا اللاتينية.